# Ellisville (Missouri)
Ellisville – miasto w Stanach Zjednoczonych, w stanie Missouri, w hrabstwie St. Louis.